# Caesalpinia paipai
Caesalpinia paipai är en ärtväxtart som beskrevs av Hipólito Ruiz López och Pav.. Caesalpinia paipai ingår i släktet Caesalpinia och familjen ärtväxter. Inga underarter finns listade i Catalogue of Life.